# 鹿児島交通鹿児島西営業所

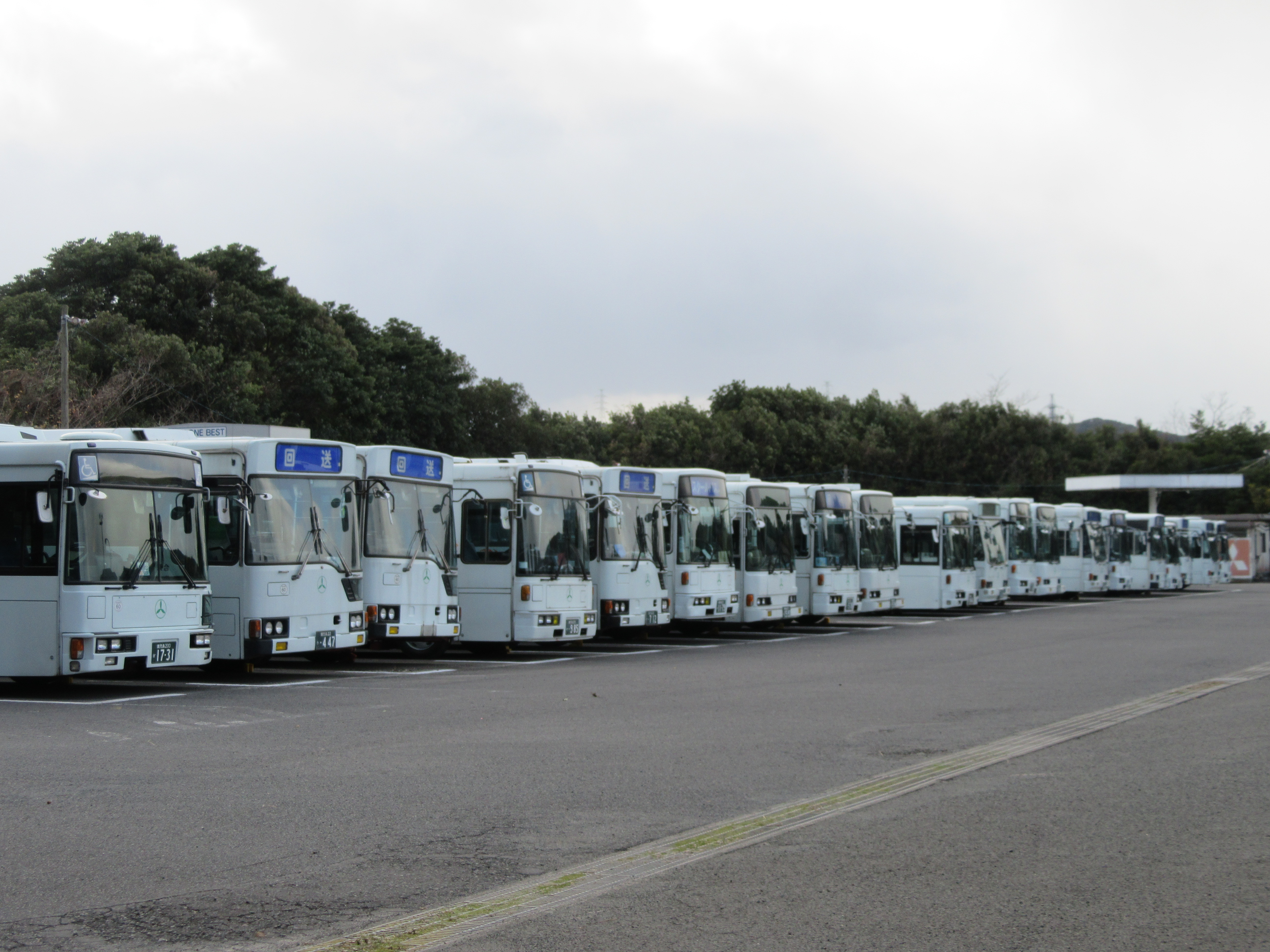
鹿児島西営業所構内(隣接する公道から撮影)

鹿児島交通鹿児島西営業所（かごしまこうつうかごしまにしえいぎょうしょ）は、鹿児島県鹿児島市星ヶ峯五丁目39番1号にある鹿児島交通の営業所である。鹿児島市の一部の一般路線、スクール路線、鹿児島市コミュニティバス「あいばす（谷山地域・谷山北部地域・谷山南部地域）」などを担当している。

## 担当路線
鹿児島市コミュニティバス「あいばす（谷山地域・谷山北部地域・谷山南部地域）」については、鹿児島市コミュニティバスを参照。

### 一般路線バス
鹿児島市内路線
- 【17】鹿児島駅前 - 桜ヶ丘東口（金生町・天文館・鹿児島中央駅・広木・県営住宅前・桜ヶ丘団地経由）
- 【17】鹿児島駅前 - 桜ヶ丘東口（金生町・天文館・鹿児島中央駅・広木・県営住宅前・大学病院前・桜ヶ丘団地経由）
- 【18】鹿児島駅前 - 魚見ヶ原（金生町・天文館・鹿児島中央駅・広木経由）
- 【18】西田本通 - 魚見ヶ原（中央駅西口・広木経由）
- 【18】北ふ頭 - 魚見ヶ原（金生町・天文館・鹿児島中央駅・広木経由）
- 【18】鹿児島駅前 - 魚見ヶ原（金生町・天文館・鹿児島中央駅・広木・大学病院前経由）
- 【18】北ふ頭 - 魚見ヶ原（金生町・天文館・鹿児島中央駅・広木・大学病院前経由）
- 【19】鹿児島駅前 - 桜ヶ丘（金生町・天文館・紫原・大学病院前・桜ヶ丘五丁目経由）
- 【19】鹿児島駅前 - 桜ヶ丘（金生町・天文館・紫原・県営住宅前・桜ヶ丘五丁目経由）
- 【19】高速船ターミナル - 桜ヶ丘（金生町・天文館・紫原・大学病院前・桜ヶ丘五丁目経由）
- 【19】西田本通 - 桜ヶ丘（中央駅西口・紫原・県営住宅前・桜ヶ丘五丁目経由）
- 【19】ドルフィンポート - 桜ヶ丘（金生町・天文館・紫原・県営住宅前・桜ヶ丘五丁目経由）《ミッドナイトバス》
- 【20】鹿児島駅前 - 星ヶ峯ニュータウン（金生町・天文館・鹿児島中央駅・広木・山田経由）
- 【20-1】鴨池港 - 星ヶ峯ニュータウン（県庁前・騎射場・鹿児島中央駅・田上・広木・山田経由）
- 【20-2】鴨池港←星ヶ峯ニュータウン（県庁前・騎射場・甲南高校・田上・広木・山田経由）
- 【21】イオンモール鹿児島 - 星ヶ峯ニュータウン（谷山電停・谷山駅前・中山・山田経由）
- 【21】谷山電停 - 星ヶ峯ニュータウン（谷山駅前・中山・山田経由）
- 【27】鹿児島駅前 - 星ヶ峯ニュータウン（金生町・天文館・鹿児島中央駅・田上団地・広木駅経由）
- 【27】高速船ターミナル - 星ヶ峯ニュータウン（金生町・天文館・鹿児島中央駅・田上団地・広木駅経由）
- 【27】南ふ頭 - 星ヶ峯ニュータウン（高速船ターミナル・金生町・天文館・鹿児島中央駅・田上団地・広木駅経由）
- 【27】西田本通 - 星ヶ峯ニュータウン（中央駅西口・田上団地経由)
- 【29】金生町-星ヶ峯ニュータウン　　(天文館・鹿児島中央駅前・田上・紫原・桜ヶ丘経由)
- 【33】鹿児島駅前 - 星ヶ峯ニュータウン（金生町・天文館・鹿児島中央駅・田上団地・広木駅・県営住宅経由）
- 【34】桜ヶ丘東口 - 鴨池港（桜ヶ丘・脇田・鴨池ニュータウン中央経由）
- 【34】星ヶ峯ニュータウン - 鴨池港（桜ヶ丘・脇田・鴨池ニュータウン中央経由）
- 【36】イオンモール鹿児島 - 星ヶ峯ニュータウン （谷山電停・谷山駅前・奥・中山団地経由）
- 【37】イオンモール鹿児島 - 星ヶ峯ニュータウン （谷山電停・谷山駅前・薬師堂・竹ノ迫経由）
- 【37】谷山電停 - 星ヶ峯ニュータウン （谷山駅前・薬師堂・竹ノ迫経由）
- 【39】谷山電停 - 皇徳寺小学校前（谷山駅前・中山団地経由）
- 【39】イオンモール鹿児島 - 皇徳寺小学校前（谷山電停・谷山駅前・中山団地経由）

| 系統 番号                                | 路線名                        | 起点               | 経由地                                                                  | 終点        | 備考                     |
| ---------------------------------------- | ----------------------------- | ------------------ | ----------------------------------------------------------------------- | ----------- | ------------------------ |
| 17                                       | 鹿児島駅前 - 桜ヶ丘東口       | 鹿児島駅前         | 金生町・天文館・鹿児島中央駅・広木・県営住宅前・★大学病院前・桜ヶ丘団地 | 桜ヶ丘東口  | [ * 1 ] [ ** 1 ]         |
| 19                                       | 鹿児島駅前 - 桜ヶ丘5丁目      | 鹿児島駅前         | 金生町・天文館・鹿児島中央駅・紫原・県営住宅前・★大学病院前             | 桜ヶ丘5丁目 | [ * 1 ] [ ** 2 ]         |
| 20                                       | 鹿児島駅前 - 星ヶ峯NT         | 鹿児島駅前         | 金生町・天文館・鹿児島中央駅・田上・広木・山田                          | 星ヶ峯NT    | [ * 1 ] [ ** 3 ]         |
| 20-1                                     | 鴨池港 - 星ヶ峯NT             | 鴨池港             | 県庁前・騎射場・鹿児島中央駅・田上・広木・山田                          | 星ヶ峯NT    | [ * 2 ] [ ** 4 ]         |
| 20-2                                     | 鴨池港 - 星ヶ峯NT             | 星ヶ峯NT           | 山田・広木・田上・甲南高校前・騎射場・県庁前                            | 鴨池港      | [ * 2 ] [ ** 5 ]         |
| 21                                       | イオンモール鹿児島 - 星ヶ峯NT | イオンモール鹿児島 | 谷山電停・谷山駅前・中山・山田                                          | 星ヶ峯NT    | [ * 1 ] [ * 3 ] [ ** 6 ] |
| ダイヤにおける注釈 1. 2. 3.              |                               |                    |                                                                         |             |                          |
| バス停留所における注釈 1. 2. 3. 4. 5. 6. |                               |                    |                                                                         |             |                          |

### 2020年に鹿児島市交通局により民間譲渡された路線
| 系統 番号                     | 路線名     | 起点     | 経由地 | 終点     | 備考                       |
| ----------------------------- | ---------- | -------- | --- | -------- | -------------------------- |
| 18                            | 桜ヶ丘循環 | 市役所前 | 金生町・天文館・鹿児島中央駅・紫原・桜ヶ丘東口・桜ヶ丘5丁目・★大学病院前・県営住宅前・桜ヶ丘東口・（往路と同じ） | 市役所前 | [ * 1 ] [ ** 1 ] [ *** 1 ] |
| ダイヤにおける注釈 1.         |            |          | |          |                            |
| バス停留所における注釈 1.     |            |          | |          |                            |
| 移管・民間譲渡における注釈 1. |            |          | |          |                            |

## 車両
- 路線車としては2000年までに自社導入された三菱ふそうエアロスター、日野ブルーリボン、いすゞキュービック等に加え、近年では関東圏(東京都交通局、西武バス、京王バス、国際興業バスなど)・関西圏(阪急バス)から移籍してきた中古車が配属されるなど様々なバリエーションを誇る。
- 殆どの車両が運用範囲は特に限定されておらず、鹿児島市内で完結する路線だけでなく鹿児島市内～南薩地区を結ぶ路線に入ることもしばしばある。

## 車庫
- 皇徳寺車庫、桜ヶ丘車庫があり、一部の車両とその担当乗務員がこれらの車庫に常時駐在している。